# Piatra
Piatra es una comuna ubicada en el distrito de Teleorman, Rumania.

## Superficie
Posee una superficie de 73,04 kilómetros cuadrados.

## Demografía
Hasta 2021 la población era de 2744 habitantes, con una densidad de población de 37,57 habitantes por kilómetro cuadrado.